# Careiro da Várzea
Careiro da Várzea é um município brasileiro localizado na Região Metropolitana de Manaus, no estado do Amazonas. Sua população, de acordo com estimativas de 2024 do Instituto Brasileiro de Geografia e Estatística (IBGE), era de 19 809 habitantes.

## História
O território onde se localiza o município era um distrito Manaus, denominado Distrito do Careiro pelo decreto-lei n°. 176, em 1938. Em 1955, este foi desmembrado da capital e passou a ser o município de Careiro. Através da lei estadual n°. 1828 de 30 de dezembro de 1987, passa a existir o município de Careiro da Várzea, tendo seu território desmembrado do Município de Careiro.

## Geografia
O acesso ao município se dá por via fluvial, em embarcações que saem diariamente do Porto de Manaus ou em lanchas rápidas que saem do porto do Ceasa em Manaus. O município é tipicamente de várzea (95%), sendo o restante composto em áreas de terra firme.
Na época de cheia anual tem acesso fluvial ao município de Autazes através do paraná do Gurupá localizado no Careiro da Várzea, as lanchas saem do porto de Manaus.

## Política
O primeiro administrador de Careiro da Várzea foi Valeriano Sotero da Silva, em seguida, foi nomeado José Vasconcelos de Farias. Em 1988 houve a primeira eleição direta para prefeito, sendo eleita Maria das Graças Alencar (1989-1992). Os prefeitos que se seguiram foram Pedro Duarte Guedes (1993-1996), José Teixeira da Costa [Zezinho Costa] (1997-2000), Pedro Duarte Guedes (2001-2004), Pedro Duarte Guedes (2005-2008), Raimundo Nonato da Silva [Nato Leite] (2009-2012), Pedro Duarte Guedes (2013-2016), Ramiro Gonçalves de Araújo (2017-2020), e atualmente é administrado por Pedro Duarte Guedes (2021-2024).

## Infraestrutura

### Saúde
O município possuía, em 2009, 16 estabelecimentos de saúde, sendo todos estes públicos municipais ou estaduais, entre hospitais, pronto-socorros, postos de saúde e serviços odontológicos. Não havia nenhum leito para internação. Em 2014, 94,21% das crianças menores de 1 ano de idade estavam com a carteira de vacinação em dia. Em 2016, o índice de mortalidade infantil entre crianças menores de 5 anos foi de 5,03, indicando uma redução em comparação com 2001, quando o índice foi de 33,46 óbitos a cada mil nascidos vivos. Entre crianças menores de 1 ano de idade, a taxa de mortalidade reduziu de 33,46 (2001) para 0 a cada mil nascidos vivos, totalizando, em números absolutos, nenhum óbito nesta faixa etária entre 2001 e 2016. No mesmo ano, 29,15% das crianças que nasceram no município eram de mães adolescentes. Conforme dados do Sistema Único de Saúde (SUS), órgão do Ministério da Saúde, a taxa de mortalidade devido a acidentes de transportes terrestres foi de 3,50 óbitos em 2016, revelando um aumento a partir de 1996, quando não se registrou nenhum óbito neste indicador social. Ainda conforme o SUS, baseado em pesquisa promovida pelo Sistema de Informações Hospitalares do DATASUS, não houve em Careiro da Várzea nenhuma internação hospitalar relacionada ao uso abusivo de bebidas alcoólicas e outras drogas, entre 2008 e 2017.
Conforme dados do Ministério da Saúde, 85,8% das crianças menores de 2 anos de idade foram pesadas pelo Programa Saúde da Família em 2014, sendo que 1,7% delas estavam desnutridas.
Até 2009, Careiro da Várzea possuía 2 estabelecimentos de saúde especializados em obstetrícia e pediatria, e nenhum estabelecimento de saúde com especialização em psiquiatria, cirurgia bucomaxilofacial, traumato-ortopedia ou clínica médica. Dos 8 estabelecimentos de saúde, nenhum deles era com internação. Até 2016, havia 17 registros de casos de HIV/AIDS, sendo que a taxa de incidência era de 6,99 casos a cada 100 mil habitantes, e a mortalidade, de 3,50 óbitos a cada 100 mil habitantes. Entre 2001 e 2012 houve 68 casos de doenças transmitidas por mosquitos e insetos, sendo a principal delas a dengue e a leishmaniose.

## Feriados municipais
- 15 de Agosto: dia da Padroeira do Município, Nossa Senhora do Perpétuo Socorro
- Observação: se a sede do município não for afetada pela cheia, o dia da padroeira é comemorado em 15 de agosto. Caso seja afetada, os festejos são realizados em 15 de outubro.
- 30 de Dezembro: aniversário do Município.[9]
- 27 de Junho: Dia do Mestiço.

## Galeria de fotos

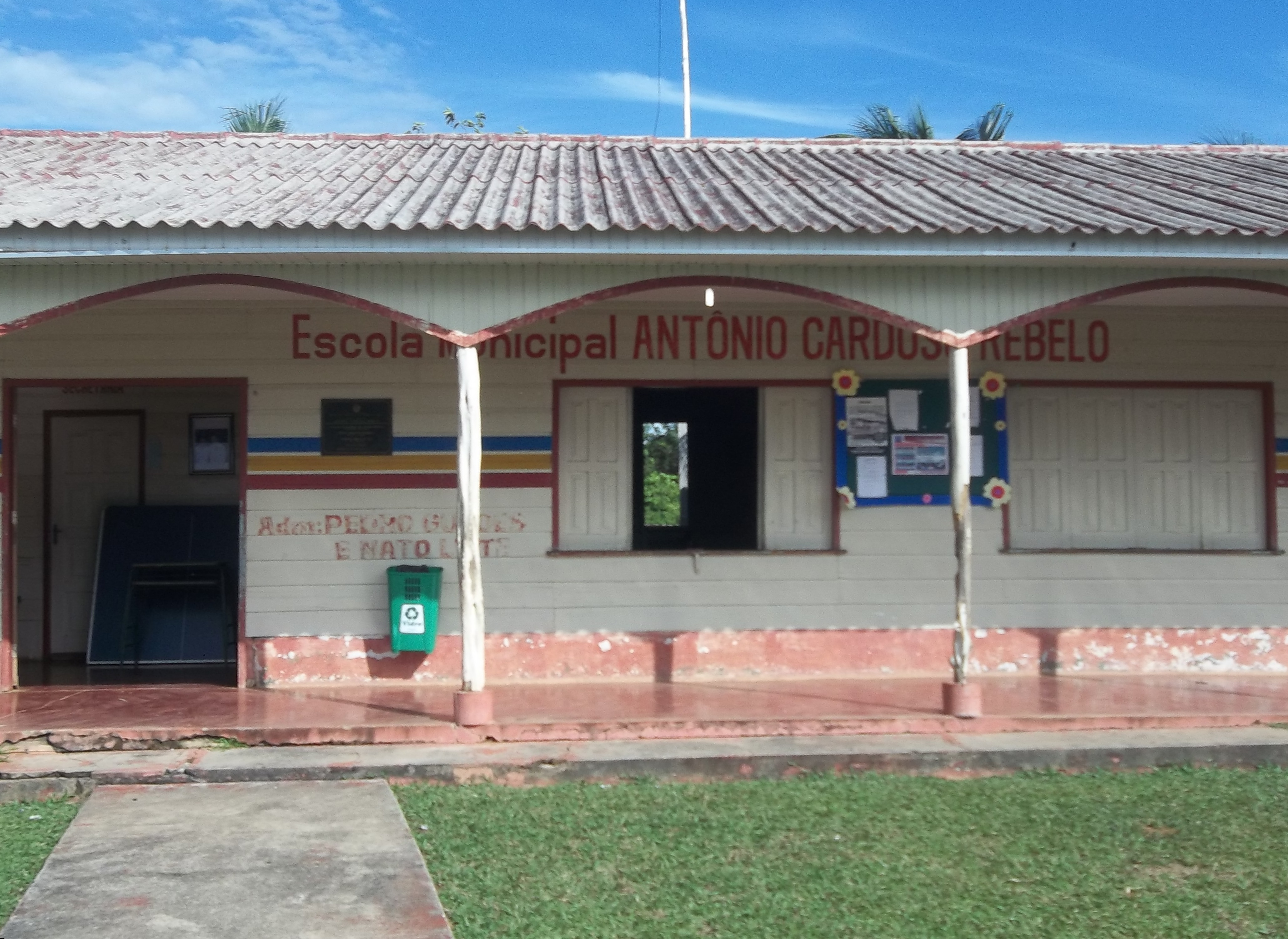
Escola municipal na comunidade ribeirinha do Lago do Cumã.
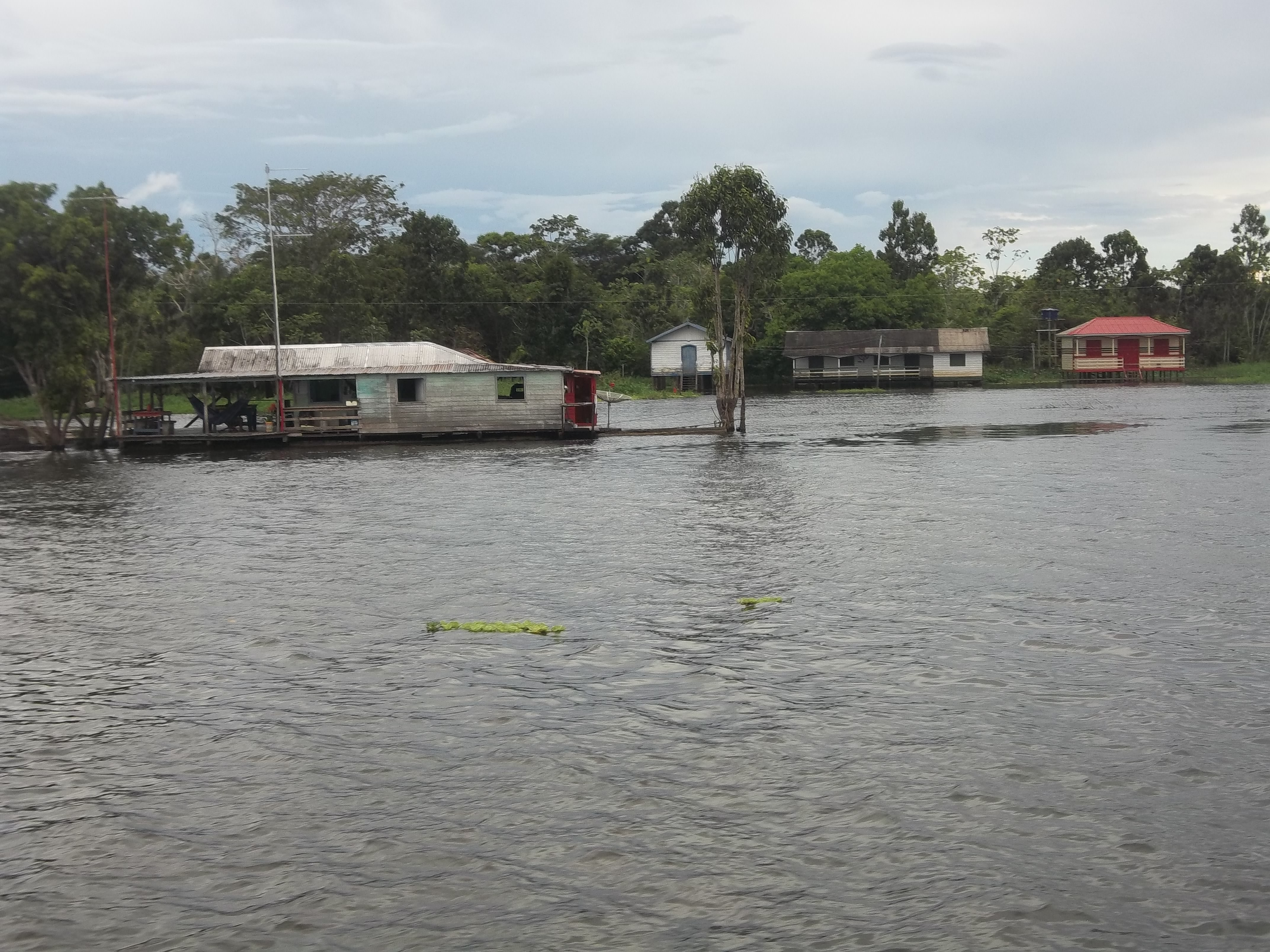
Comunidade ribeirinha no município.
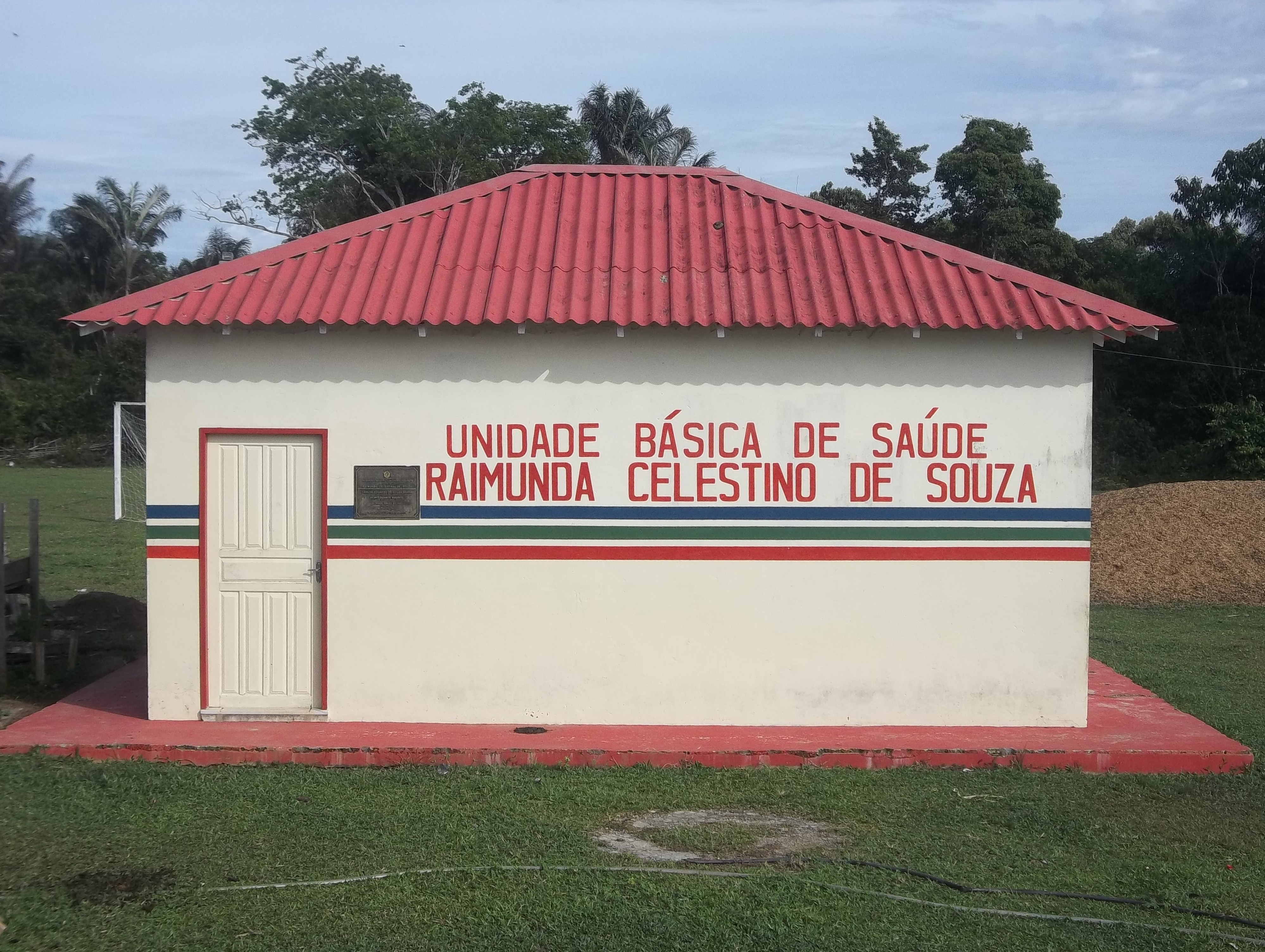
Unidade Básica de Saúde na comunidade ribeirinha do Lago do Cumã.
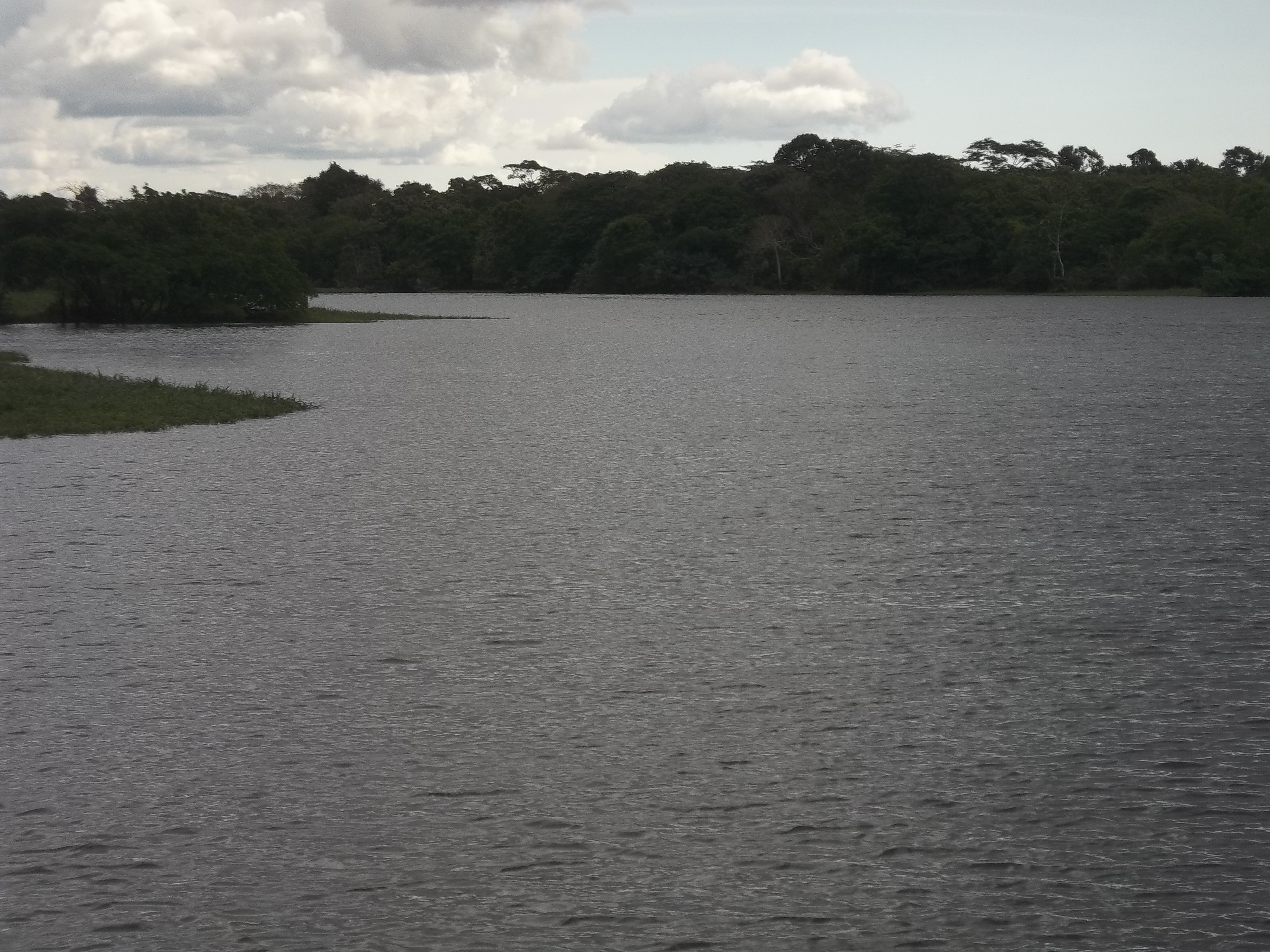
Vista da vegetação do município.
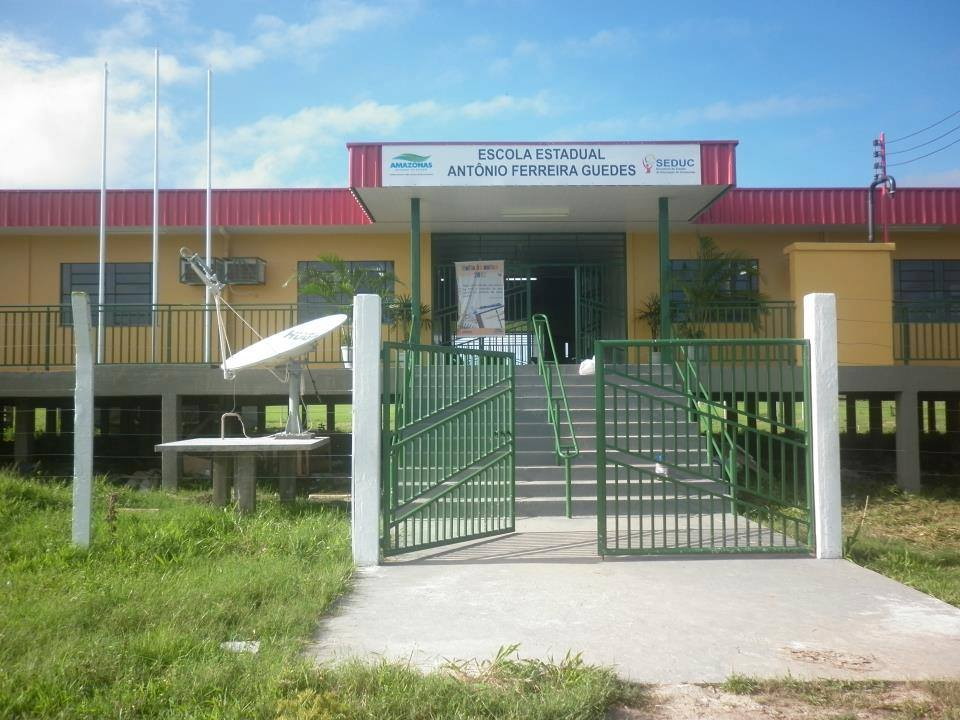
Colégio de Educação Básica, Média e Superior localizado na foz do paraná do Gurupá com o paraná do Careiro